# Nati nel 2000/Novembre
| Questa pagina contiene informazioni ricavate automaticamente dalle voci biografiche con l'ausilio del template Bio e di un bot. L'aggiornamento è periodico e automatico e ricostruisce completamente la pagina. Se manca una persona in questa lista, sei pregato di non aggiungerla, ma accertati piuttosto che la sua voce biografica contenga il template Bio e che i dati anagrafici siano correttamente compilati. Se il template Bio manca, inseriscilo tu stesso o, in alternativa, metti l'avviso {{tmp\|Bio}} che ne segnala la mancanza. Se i dati riportati sono sbagliati, correggi direttamente la voce biografica; le modifiche saranno visibili in questa lista entro pochi giorni. Per chiarimenti vedi il progetto biografie. La lista contiene solo le 253 persone che sono citate nell'enciclopedia e per le quali è stato implementato correttamente il template Bio. Pagina aggiornata al 10 ago 2025. |

- 1º novembre - Shinta Appelkamp, calciatore tedesco
- 1º novembre - Nicolás Castro, calciatore argentino
- 1º novembre - Teoh Kai Chen, giocatore di badminton australiano
- 1º novembre - Reagan Cooper, pallavolista statunitense
- 1º novembre - Tyler Davis, giocatore di football americano statunitense
- 1º novembre - Miroslav Gono, calciatore slovacco
- 1º novembre - Niels Nkounkou, calciatore francese
- 1º novembre - Lukas Petkov, calciatore bulgaro
- 1º novembre - Gonzalo Plata, calciatore ecuadoriano
- 1º novembre - Mabrouk Rouaï, calciatore francese
- 1º novembre - Isaiah Stevens, cestista statunitense
- 1º novembre - Elena Wassen, tuffatrice tedesca
- 2 novembre - Vito Braet, ciclista su strada belga
- 2 novembre - Alphonso Davies, calciatore canadese
- 2 novembre - Georgia-Mae Fenton, ginnasta britannica
- 2 novembre - Alejandro García, calciatore uruguaiano
- 2 novembre - Yūga Tarumi, pallavolista giapponese
- 2 novembre - Vincent Van Hemelen, ciclista su strada belga
- 2 novembre - Jared Wiley, giocatore di football americano statunitense
- 2 novembre - Aurora Zantedeschi, tennista italiana
- 3 novembre - Augustine Boakye, calciatore ghanese
- 3 novembre - Vito Dell'Aquila, taekwondoka italiano
- 3 novembre - Sergiño Dest, calciatore statunitense
- 3 novembre - Dragana Domuzin, cestista bosniaca
- 3 novembre - Raúl García, calciatore spagnolo
- 3 novembre - Tucker Kraft, giocatore di football americano statunitense
- 3 novembre - Anton Kvitkovskich, cestista russo
- 3 novembre - Michele Lamberti, nuotatore italiano
- 3 novembre - Jeremiah Robinson-Earl, cestista statunitense
- 3 novembre - Blanca Toledano, nuotatrice artistica spagnola
- 4 novembre - Killian Corredor, calciatore francese
- 4 novembre - Rodrigo Gallo, calciatore argentino
- 4 novembre - Tyrese Maxey, cestista statunitense
- 4 novembre - Sun Yingsha, tennistavolista cinese
- 4 novembre - Jared Verse, giocatore di football americano statunitense
- 4 novembre - Caio Vidal, calciatore brasiliano
- 4 novembre - Jalen Wilson, cestista statunitense
- 4 novembre - Kartal Yılmaz, calciatore turco
- 5 novembre - Danko Branković, cestista croato
- 5 novembre - Thomas Harper, giocatore di football americano statunitense
- 5 novembre - Kerem Atakan Kesgin, calciatore turco
- 5 novembre - Giorgio Olivieri, martellista italiano
- 5 novembre - Jan Palokaj, cestista croato
- 5 novembre - Yuval Raphael, cantante israeliana
- 5 novembre - Heitor Rodrigues da Fonseca, calciatore brasiliano
- 5 novembre - Pietro Ugolini, cestista sammarinese
- 5 novembre - Tatsunori Ōtsuka, pallavolista giapponese
- 6 novembre - Melvin Bard, calciatore francese
- 6 novembre - Rodrigo Caixas, pistard e ciclista su strada portoghese
- 6 novembre - Mathis Dossou-Yovo, cestista francese
- 6 novembre - Ryō Hirose, fondista giapponese
- 6 novembre - Kader Keïta, calciatore ivoriano
- 6 novembre - Ryan Longman, calciatore inglese
- 6 novembre - Sara Natami, lottatrice giapponese
- 6 novembre - Oliver Rasmussen, pilota automobilistico danese
- 6 novembre - Joseph Rosales, calciatore honduregno
- 6 novembre - Nicolás Varrone, pilota automobilistico argentino
- 7 novembre - Patrick Agyemang, calciatore statunitense
- 7 novembre - Khalid Al-Ghannam, calciatore saudita
- 7 novembre - Callum Hudson-Odoi, calciatore inglese
- 7 novembre - Ivan Jordanov, calciatore bulgaro
- 7 novembre - Rachele Morello, pallavolista italiana
- 7 novembre - Claudiu Petrila, calciatore rumeno
- 7 novembre - Logan Pletz, biatleta canadese
- 7 novembre - Tontawan Tantivejakul, attrice e modella thailandese
- 7 novembre - Anass Zaroury, calciatore belga
- 8 novembre - Zuzanna Cieślar, schermitrice polacca
- 8 novembre - Gil Cohen, calciatore israeliano
- 8 novembre - Siaki Ika, giocatore di football americano statunitense
- 8 novembre - Nadine Nischler, calciatrice italiana
- 8 novembre - Jade Pettyjohn, attrice, cantante e modella statunitense
- 8 novembre - Jasmine Thompson, cantautrice britannica
- 8 novembre - David Zima, calciatore ceco
- 8 novembre - S10, cantautrice e rapper olandese
- 9 novembre - Valentin Antov, calciatore bulgaro
- 9 novembre - Selma Bacha, calciatrice francese
- 9 novembre - Renardo Green, giocatore di football americano statunitense
- 9 novembre - Kahlef Hailassie, giocatore di football americano statunitense
- 9 novembre - Felipe Loyola, calciatore cileno
- 9 novembre - Nicolás Meriano, calciatore argentino
- 9 novembre - Fabiano Parisi, calciatore italiano
- 9 novembre - Giulia Patanè, cestista italiana
- 9 novembre - André Raymond, calciatore trinidadiano
- 9 novembre - Federico Riva, mezzofondista italiano
- 9 novembre - D.J. Turner, giocatore di football americano statunitense
- 9 novembre - Manuela Vanegas, calciatrice e ex giocatrice di calcio a 5 colombiana
- 9 novembre - Trendon Watford, cestista statunitense
- 10 novembre - Moussa Diarra, calciatore francese
- 10 novembre - Mackenzie Foy, attrice e modella statunitense
- 10 novembre - Rodrigo Guth, calciatore brasiliano
- 10 novembre - Bryce Hamilton, cestista statunitense
- 10 novembre - Luboš Kovář, cestista ceco
- 10 novembre - Jeremías Perales, calciatore argentino
- 10 novembre - Scotty Pippen, cestista statunitense
- 10 novembre - Moussa Sissako, calciatore francese
- 10 novembre - Oliver Sonne, calciatore danese
- 10 novembre - Ricky Stromberg, giocatore di football americano statunitense
- 10 novembre - Byron Young, giocatore di football americano statunitense
- 10 novembre - Ricardo Zurita, ciclista su strada venezuelano
- 11 novembre - Lamar Carswell, giocatore di football americano statunitense
- 11 novembre - Marinus Dinglreiter, giocatore di football americano tedesco
- 11 novembre - Saadiq Elmi, calciatore somalo
- 11 novembre - Warren Kamanzi, calciatore norvegese
- 11 novembre - Guilherme Madruga, calciatore brasiliano
- 11 novembre - Lorena Navarro, calciatrice spagnola
- 11 novembre - Humbe, cantante messicano
- 11 novembre - Adam Sørensen, calciatore danese
- 12 novembre - Laura Calgani, attrice e modella italiana
- 12 novembre - Saïd Hamulić, calciatore olandese
- 12 novembre - Angelina Köhler, nuotatrice tedesca
- 12 novembre - Jamil Muhammad, calciatore nigeriano
- 12 novembre - Ilounga Pata, calciatore olandese
- 13 novembre - Matías Benítez, calciatore argentino
- 13 novembre - Hans Christian Bernat, calciatore danese
- 13 novembre - Logan Eggleston, pallavolista statunitense
- 13 novembre - Sydney Agudong, attrice e cantante statunitense
- 13 novembre - Chrigor, calciatore brasiliano
- 13 novembre - 24kGoldn, rapper e cantante statunitense
- 13 novembre - Hisham Layous, calciatore israeliano
- 13 novembre - Lou Massenberg, tuffatore tedesco
- 13 novembre - Jon Sallinen, sciatore freestyle finlandese
- 13 novembre - David Suárez Cárdenes, calciatore spagnolo
- 13 novembre - Britton Wilson, velocista e ostacolista statunitense
- 14 novembre - Andreea Ana, lottatrice rumena
- 14 novembre - Kerby Joseph, giocatore di football americano statunitense
- 14 novembre - Jacob Kiplimo, mezzofondista ugandese
- 14 novembre - Adhuoljok Malual, pallavolista italiana
- 14 novembre - Andrés Perea, calciatore statunitense
- 14 novembre - Lena Charlotte Reißner, pistard e ciclista su strada tedesca
- 14 novembre - Pau Resta, calciatore spagnolo
- 15 novembre - Mohamed Bouchouari, calciatore belga
- 15 novembre - Agustín Colazo, calciatore argentino
- 15 novembre - Lamine Diack, calciatore senegalese
- 15 novembre - Tamble Monteiro, calciatore guineense
- 15 novembre - Patrik Gunnarsson, calciatore islandese
- 15 novembre - Johnathan Hoggard, pilota automobilistico britannico
- 15 novembre - Valentín Larralde, calciatore argentino
- 15 novembre - Abbie Magee, calciatrice nordirlandese
- 15 novembre - Justin Njinmah, calciatore tedesco
- 15 novembre - Patrick Samoura, cestista ceco
- 15 novembre - Maksim Sapožkov, pallavolista russo
- 15 novembre - Unai Vencedor, calciatore spagnolo
- 16 novembre - Josh Green, cestista australiano
- 16 novembre - Guan Ziyan, sciatrice freestyle cinese
- 16 novembre - Hannah Hampton, calciatrice inglese
- 16 novembre - Kōtarō Hayashi, calciatore giapponese
- 16 novembre - Ander Martín, calciatore spagnolo
- 16 novembre - Franklin Nyenetue, calciatore norvegese
- 16 novembre - Lester Quiñones, cestista statunitense
- 16 novembre - Emily Ramsey, calciatrice inglese
- 17 novembre - Giedrius Bergaudas, cestista lituano
- 17 novembre - Brandon Codrington, giocatore di football americano statunitense
- 17 novembre - Juan Esteban de la Fuente, cestista argentino
- 17 novembre - George Ferrier, attore neozelandese
- 17 novembre - Gonçalo Franco, calciatore portoghese
- 17 novembre - Armaan Franklin, cestista statunitense
- 17 novembre - Kevin Harris, giocatore di football americano statunitense
- 17 novembre - Magdalena Kappaurer, ex sciatrice alpina austriaca
- 17 novembre - Dylan Levitt, calciatore gallese
- 17 novembre - Joanne Züger, tennista svizzera
- 18 novembre - Amber Anning, velocista britannica
- 18 novembre - Halvor Hilde Gunleiksrud, sciatore alpino norvegese
- 18 novembre - Petr Kelemen, ciclista su strada e pistard ceco
- 18 novembre - Bruno Palazzo, calciatore argentino
- 18 novembre - Giorgi Ts'it'aishvili, calciatore georgiano
- 19 novembre - Aleksander Balcerowski, cestista polacco
- 19 novembre - James Eto'o, calciatore camerunese
- 19 novembre - Rokas Jokubaitis, cestista lituano
- 19 novembre - Derlis Mereles, calciatore paraguaiano
- 19 novembre - Bernadett Nagy, lottatrice ungherese
- 19 novembre - Simone Piroddu, lottatore italiano
- 19 novembre - Benilson Sanda, canoista angolano
- 19 novembre - Jean-Baptiste Simmenauer, pilota automobilistico francese
- 19 novembre - Reo Yasunaga, calciatore giapponese
- 20 novembre - Max Balard, calciatore australiano
- 20 novembre - Moussa Baradji, calciatore francese
- 20 novembre - Kipras Kažukolovas, calciatore lituano
- 20 novembre - Antonio Reeves, cestista statunitense
- 20 novembre - Connie Talbot, cantante britannica
- 20 novembre - Kyree Walker, cestista statunitense
- 20 novembre - Thierry Wili, sciatore freestyle svizzero
- 21 novembre - Éric Junior Dina Ebimbe, calciatore francese
- 21 novembre - Dajan Hashemi, calciatrice danese
- 21 novembre - Will Hondermarck, calciatore congolese (Repubblica del Congo)
- 21 novembre - Isabel May, attrice statunitense
- 21 novembre - Matt O'Riley, calciatore danese
- 22 novembre - Roberta Aprile, calciatrice italiana
- 22 novembre - Marcos Camarda, calciatore uruguaiano
- 22 novembre - Auliʻi Cravalho, attrice e cantante statunitense
- 22 novembre - Mohammed Dawood Yaseen, calciatore iracheno
- 22 novembre - Thierno Diallo, ginnasta guineano
- 22 novembre - Baby Ariel, attrice e cantante statunitense
- 22 novembre - Santiago Montiel, calciatore argentino
- 22 novembre - Mor Ndiaye, calciatore senegalese
- 22 novembre - Regő Szánthó, calciatore ungherese
- 22 novembre - Kōsei Tani, calciatore giapponese
- 22 novembre - Zhang Yifan, nuotatrice cinese
- 23 novembre - Tolu Arokodare, calciatore nigeriano
- 23 novembre - Jack Clarke, calciatore inglese
- 23 novembre - Randy Dwumfour, calciatore ghanese
- 23 novembre - Hanane Mansouri, politica francese
- 23 novembre - Yeferson Rodallega, calciatore colombiano
- 24 novembre - Filip Antovski, calciatore macedone
- 24 novembre - Adrian Benedyczak, calciatore polacco
- 24 novembre - Emerson Negueba, calciatore brasiliano
- 24 novembre - Stefan Eichberger, sciatore alpino austriaco
- 24 novembre - Marta Iacoacci, nuotatrice artistica italiana
- 24 novembre - Tamás Kiss, calciatore ungherese
- 24 novembre - Bruno Vrčić, cestista tedesco
- 25 novembre - Gulžigit Alykulov, calciatore kirghiso
- 25 novembre - Blake Corum, giocatore di football americano statunitense
- 25 novembre - Charles Cross, giocatore di football americano statunitense
- 25 novembre - Petros Gkaidatzis, canottiere greco
- 25 novembre - Talen Horton-Tucker, cestista statunitense
- 25 novembre - Kaja Juvan, tennista slovena
- 25 novembre - Natalia Martínez, pallavolista dominicana
- 25 novembre - Richard Odada, calciatore keniota
- 25 novembre - Jamie Searle, calciatore neozelandese
- 25 novembre - Zhang Jin, ginnasta cinese
- 25 novembre - Kaj de Rooij, calciatore olandese
- 26 novembre - Jacob Trenskow, calciatore danese
- 26 novembre - Pirmin Benz, ciclista su strada e ciclocrossista tedesco
- 26 novembre - Borut Božič, ex sciatore alpino sloveno
- 26 novembre - Lamecha Girma, siepista e mezzofondista etiope
- 26 novembre - Tali, cantautrice, attrice e danzatrice israeliana
- 26 novembre - Hunter Nourzad, giocatore di football americano statunitense
- 26 novembre - Brittany Castelluzzo, nuotatrice australiana
- 27 novembre - Samú Costa, calciatore portoghese
- 27 novembre - Toby Gualter, mezzofondista e fondista di corsa in montagna neozelandese
- 27 novembre - Ogechika Heil, calciatore tedesco
- 27 novembre - Diana Ana Maria Ion, triplista rumena
- 27 novembre - Jan Jurčec, calciatore croato
- 27 novembre - Enzo Loiodice, calciatore francese
- 27 novembre - Tomás Händel, calciatore portoghese
- 27 novembre - Facundo Silvestre, calciatore uruguaiano
- 28 novembre - Emiliana Arango, tennista colombiana
- 28 novembre - Juan Fedorco, calciatore argentino
- 28 novembre - Sophia Kiely, attrice britannica
- 28 novembre - Nao Kusaka, lottatore giapponese
- 28 novembre - Luca Philipp, calciatore tedesco
- 28 novembre - Julien Ponceau, calciatore angolano
- 28 novembre - Jackson Yee, cantante, ballerino e attore cinese
- 29 novembre - Williams Alarcón, calciatore cileno
- 29 novembre - Yann Aurel Bisseck, calciatore tedesco
- 29 novembre - Nojus Mineikis, cestista lituano
- 29 novembre - Yohann Ndoye-Brouard, nuotatore francese
- 29 novembre - Matej Trusa, calciatore slovacco
- 29 novembre - Nanako Tōdō, cestista giapponese
- 29 novembre - Aleksandr Ševčenko, tennista russo
- 30 novembre - Ethan Britto, calciatore gibilterriano
- 30 novembre - Kévin Denkey, calciatore togolese
- 30 novembre - Cristian Gutiérrez, calciatore spagnolo
- 30 novembre - Anam Imo, calciatrice nigeriana